# Шарл де Гол
Шарл Андре Жозеф Мари де Гол (фр. Charles André Joseph Marie de Gaulle; 22. новембар 1890 — 9. новембар 1970), у Француској познат и као генерал Де Гол или само Генерал, био је француски војни заповедник и државник.
Пре Другог светског рата, де Гол је био познат као заговорник сконцентрисане употребе оклопних и ваздухопловних снага. Током Другог светског рата је постао бригадни генерал, а затим вођа владе Слободне Француске у егзилу. Између 1944. и 1946, након ослобођења Француске од немачке окупације, био је на челу француске привремене владе.
Позван да формира владу након мајске кризе 1958. подстакнуо је доношење новог устава и био је први председник Пете Републике, а на том месту је остао до 1969. Његова политичка идеологија је позната под именом голизам, и она је имала велики утицај на потоњу политику Француске.

## Детињство и младост
Шарл де Гол рођен је као треће од петоро деце у патриотској, ројалистичкој и традиционалистичкој породици католичке вере, али истовремено и прогресивној. Рођен у Лилу 22. новембар 1890, де Гол је одрастао и школовао се у Паризу и кратко време у Белгији. Очева породица била је племићког порекла из Нормандије и Бургундије, а мајка је била из породица богатих индустријалаца из Лила. Додатак де презимену није био племићки, иако је породица де Гол била витешког порекла. Најстарији познати де Гол служио је на двору краља Филипа II још у 12. веку. Верује се да је презиме де Гол настало од немачког презимена de Walle, што значи зид. Већина старог француског племства била је франачког или германског порекла, па је често имала германска презимена.
Де Голов деда био је историчар, бака књижевница, а отац Анри професор у приватној католичкој школи, који је касније сам основао такву школу. Политичке дебате била су честа појава у Шарловом дому, те је он већ као млад упознат са важним класичним делима и ауторима. Шарл је васпитаван у духу Нације. Сам де Гол је у својим мемоарима написао:
Моја мајка је осећала несаломљиву страст према домовини, једнаку њеној побожности.— Шарл де Гол, 
Иако традиционалистичка и монархистичка, породица де Гол је била и легалистичка, те је поштовала институције Француске Републике. Социјалне и политичке идеје породице биле су више либералне, под утицајем социјално освештеног католицизма, док је морално и религиозно породица била конзервативнија. Током афере Драјфус породица се одвојила од национал-конзервативних кругова те је, изненађујуће, подржала Алфреда Драјфуса. Шарлова породица је током његова живота била увек спремна да помогне, пружала му подршку и била дарежљива према њему.

## Де Голова војна каријера (1912—1940)
Млади де Гол се одлучио за војну каријеру, те је четири године провео у војној школи Сен-Сир. Дипломиравши 1912, придружио се пешадији, а не елитним трупама.
Током Првог светског рата, тада, капетан де Гол је тешко рањен током стравичне битке за Верден, те је сматран мртвим. Но, на бојишту су га нашли, али и заробили, Немци. Након пет неуспелих покушаја бега, одведен је у Инголштат, где је упознао руског поручника Михаила Тухачевског.
Након рата, де Гол је остао у војсци, успешно служећи под генералима као што су Максим Веган и Филип Петен. Током Пољско-совјетског рата (1919—1921), волонтирао се за француску мисију у Пољској, где је деловао као пешадијски инструктор у пољској војсци. Истакнуо се у операцијама око реке Збруч, те је одликован највећим пољским војним одликовањем — медаљом за војне врлине (лат. Virtuti Militari).
Унапређен је у команданта, те му је понуђена даља каријера у Пољској, но одлучио се вратити у Француску, где је предавао на престижној Војној школи, поставши тако штићеник свог старог команданта, Филипа Петена. Пољско-совјетски рат је због своје употребе тенкова и брзих маневара увелико утицао на де Гола. Узимао је и лекције, за властиту политичку и војну каријеру, од славног пољског маршала Јозефа Пилсудског, који је, деценијама пре де Гола, желео створити федерацију европских држава.
Де Гол је, темељено на његовом искуству из рата у Пољској (које је било увелико другачије од оног из Првог светског рата), почео писати књиге и чланке о реорганизацији војске, поготово у својој књизи „Војска будућности” (фр. Vers l'Armée de Métier), у којој је предлагао оснивање професионалне механизоване војске са посебним оклопним јединицама, сличној оној из теорија, са примером Мажино линије.
Док су погледе сличне де Головима подржавали генерали као што су Британац Џон Фредерик Чарлз Фулер, Немац Хајнц Гудеријан, Американци Двајт Ајзенхауер и Џорџ Патон, Рус Михаил Тухачевски и Пољак Владислав Сикорски, већину де Голових теорија су одбили многи официри, укључујући и његовог ментора, Петена, што је узроковало слабљење њихових пријатељских односа.
Де Гол је при крају 1934. и на почетку 1935. био у контакту са нонконформистичком групом „Нови поредак” (фр. Ordre Nouveau).
Када је избио Други светски рат, де Гол је био само пуковник, понајвише што је током двадесетих и тридесетих година 20. века антагонизирао војне вође. Након немачког пробоја код Седана 15. мај 1940, коначно је добио заповедништво над 4. оклопном дивизијом.
Дана 17. маја 1940, де Гол је напао немачке тенкове код Монкорнеа. Како је напао са само 200 тенкова и без ваздушне подршке, тај напад није увелико утицао на немачко напредовање. Било је некаквог успеха 28. маја, када је де Гол присилио немачку пешадију на повлачење код Комона. Ово је био један од ретких француских тактичких успеха против Немаца током целе војне кампање. Премијер Пол Рејно га је поставио за извршног бригадног генерала (иако је знан само као генерал де Гол).
Дана 6. јуна, Пол Рејно га је поставио за подсекретара државне одбране и рата, те га је поставио као главног за координацију са Уједињеним Краљевством. Као млађи члан владе, неуспешно се противио капитулацији, те се залагао да се влада пресели у северну Африку, те да Француска свој рат води најбоље што може из својих колонија. Служио је као координатор са британском владом, а у јутро 16. јуна је у Лондону, заједно са британским премијером Винстоном Черчилом, предложио политичку унију између Француске и Уједињеног Краљевства. Тај пројект би, током рата, спојио Француску и Уједињено Краљевство у једну државу, са једном владом и једном војском. То је био покушај у последњем тренутку да се ојача воља оних чланова француске владе који су подржавали даљу борбу против Трећег рајха.
Авионом се вратио натраг у Бордо (привремено средиште владе), но одмах је сазнао да је његов ментор Филип Петен постао премијер у намери да покрене сарадњу са Немцима и прекине битку.
Тог дана, де Гол је донео најважнију одлуку у свом животу, али и у модерној француској историји: одбио је прихватити капитулацију Француске и побунио се против легалне (но у његовим очима нелегитимне) владе коју је водио Петен, те наставио борбу против Хитлерове Немачке. У јутро 17. јуна, са 100.000 франака у џепу (које му је дао Рејно), де Гол је из Бордоа авионом побегао у Лондон, за длаку избјегавши немачке авионе. Де Гол је одбио капитулацију Француске и створио нову владу која ће се борити против Трећег рајха, знану као Владу Слободне Француске.

## Слободна Француска (1940—1945)
Дана 18. јуна, де Гол се припремио да се обрати француском народу путем BBC-јева радија, у Лондону. Британски кабинет је покушао зауставити разговор, но одобрио га је Черчил. Де Голов Апел од 18. јуна је био емитован у целој Француској, али чуо га је јако мали број људи. Чак и Французи нису толико знали о де Голу у то доба, па им је његов говор, у најмању руку, деловао кихотично. Фраза „Француска је изгубила битку, али не и рат”, која се појавила по постерима широм Британије, често је погрешно асоцирана са говором на радију, но те речи ипак одражавају дух де Голове позиције. Де Гол је био активни члан Покрета отпора против немачке окупације, те је изјавио: „Ватра француског отпора не смије се угасити”. Де Гол је мислио на оружани отпор, но када су многи француски војници објавили да немају средстава за даље ратовање, већина Француза окренула се на морални отпор, на де Голово разочарање.
Веома мало људи је чуло тај говор јер је Би-Би-Си слабо слушан у Француској, а већина оних који су хтели слушати били су у изгнанству. Но, одломци говора су тискани у француским новинама у неокупираном, јужном, делу Француске, а сам говор је неколико дана за редом репризиран на Би-Би-Сију, док је де Гол одржао још неколико говора током следећих ноћи.
Убрзо, међу свим хаосом у Француској, вест да је један француски генерал у Лондону и да одатле шири жељу за наставком рата и борбом против фашистичке окупације, брзо се проширила. Тај говор је и до данас један од најпознатијих говора у француској историји.
У Лондону је де Гол основао и водио покрет Слободне Француске. Док су САД и даље признавале Вишијевску Француску, Уједињено Краљевство се приклонио де Голу, и једно време задржао односе са Вишијевском Француском, но на концу је ипак признао Слободну Француску.
Дана 4. јула 1940, војни суд у Тулузу је осудио де Гола у одсуству на 4 године затвора. На другом суђењу војног суда, одржаном 2. августа 1940, де Гол је осуђен на смрт због издаје.
У разговорима са САД и Великом Британијом, де Гол је сваки пут захтевао потпуну слободу планирања и нападања у француску корист, тако да је стално био на граници да му Савезници укину сарадњу. Де Гол је развио велику сумњу, поготово према Британцима, јер је мислио да желе украсти француске колоније на Леванту. Клементина Черчил, која се дивила де Голу, једном га је упозорила: „Генерале, не смете мрзити своје пријатеље више него што мрзите своје непријатеље”. Де Гол је познато одговорио: „Француска нема пријатеља, само интереса”.
Ситуација је упркос свему била комплексна, а де Голово неповерење према намерама Британије и Америке према Француској је било паралелно са неповерењем америчког политичког врха према Слободној Француској, које је довело до тога да тај исти врх није дуже време признао де Гола и Слободну Француску као представнике Француске, него Вишијевску Француску.
Радећи са Покретом отпора и савезницима у француским колонијама у Африци, након англо-америчке инвазије северне Африке 1942, де Гол је своје средиште у мају 1943. преместио у Алжир. Постао је први вођа (испред мање самосталног Гирауда и кандидата којег је преферирао САД) и једини председник Комитета националног ослобођења.
Након ослобођења Француске, које је уследило након операције Оверлорд, де Гол је брзо успоставио ауторитет Слободне Француске и избјегао Савезничку војну владу. Из Алжира (тада француске колоније) одлетио је у Париз пар дана пре ослобођења, и провозао се градом у пратњи савезничких официра. Де Гол је одржао познати говор у којем је истакао улогу Француза у ослобођењу њихове државе.
Постао је председник Привремене владе Француске Републике, стартајући у септембру 1944. Док је био на тој позицији послао је CEFEO да успостави суверенитет у Француској Индокини 1945. За заповеднике у Француској Индокини поставио је Жоржа Тјериа д'Аржанлијеа и Филипа Леклера.
Де Гол је 20. јануар 1946. дао отказ, жалећи се на сукобе између политичких странака и на устав Четврте Републике, за који је мислио да превише овласти даје парламенту. Његови наследници су редом били: Феликс Гуен, Жорж Бидо и на крају Леон Блум.

## Бурне године (1946—1958)
Де Голова опозиција према новопредложеном уставу пропала је јер су левичари подржавали парламентарни режим. Други предлог за устав, који је скоро одобрен на референдуму из октобра 1946., још се мање свиђао де Голу него први.
У априлу 1947. де Гол је покушао реформисати политичку сцену тако што је основао Збор француског народа (фр. Rassemblement du Peuple Français), но након почетног успеха покрет је изгубио покретну силу. У мају 1953. се поново повукао из политике, али је Збор наставио са радом до септембра 1955.
Преселио се у место Коломбе ле Дез Еглиз, где је написао „Ратне мемоаре” (фр. Mémoires de guerre). Током те формалне пензије, де Гол је остао у контакту са бившим политичким поручницима из рата и из Збора, укључујући и симпатизере уплетене у политичка збивања у Алжиру.

## Колапс Четврте Републике 1958.
Четврта Република обележена је политичком нестабилношћу, неуспесима у Индокини и немогућности да реши алжирско питање. Но, издала је Закон о преносу (фр. loi-cadre Deferre) из 1956. који је дао независност Тунису и Мароку, а премијер Пјер Манде Франс је Индокинески рат привео крају на Женевској конференцији 1954.
Дана 13. маја 1958, мештани су преузели владине зграде у Алжиру, нападајући оно за што су мислили да је слабост француске владе у очима захтева арапске већине за алжирском независношћу. „Комитет цивилне и војне народне одбране” је основан од стране председника Жака Масуа, симпатизера голизма. Генерал Раул Салан, заповедник у Алжиру, је преко радија објавио да је војска „привремено преузела одговорност за судбину Француског Алжира”.
Под притиском Масуа, Салан је 15. маја, на балкону владине зграде изјавио „Живео де Гол!” (фр. Vive de Gaulle!). Де Голов одговор два дана касније обзнанио је да је спреман „преузети овлашћења Републике”. Многи су се забринули јер су овај одговор видели као подршку војске.
На једној прес-конференцији одржаној 19. маја, де Гол је изјавио да је био на услузи државе. Када је један новинар изнио забринутост многих да би де Гол могао прекршити људске слободе, де Гол је одговорио:
Јесам ли ја то икада учинио? Управо супротно, ја сам их поново успоставио када су нестале. Ко стварно мисли да би ја, у 67. години, започео каријеру диктатора?
Као конституционалиста по уверењу, де Гол је током целе кризе држао став да ће моћ прихватити само од законских ауторитета.
Криза се продубила када су француски падобранци из Алжира заузели Корзику, те почели планове за слетање у Париз (Операција Васкрснуће), који нису никад извршени. Политичари са многих страна су подржавали враћање де Гола на позицију, осим неких као што су Франсоа Митеран, Пјер Мандес-Франс, Ален Савари, Комунистичка партија Француске и др. Жан Пол Сартр, егзистенцијалистички филозоф и писац, је цитиран како је рекао: „Радије бих гласао за Бога”. Дана 29. маја, председник Рене Коти, је замолио „најчувенијег међу Французима” да постане задњи Председник скупштине (Премијер) Четврте Републике.
Де Гол је чврсто држао своју намеру да реформира устав Четврте Републике, који је кривио за тадашњу слабост државе. Као услов за његов повратак на позицију захтевао је да му се на 6 месеци дају све овласти те да се француском народу предложи нови устав. Де Гол је 1. јун 1958. изабран за премијера, а Национална скупштина му је дала врховне овласти за 6 месеци како је и захтевао.
Дана 28. септембра 1958. проведен је нови референдум, а 79,2% гласача је било за доношење новог устава и оснивање Пете Републике. Колоније (Алжир је формално био део Француске, а не колонија) су добиле избор између тренутне независности и новог устава. Све колоније биле су за нови устав и замену Француске Уније са Француском Заједницом, осим Гвинеје, која је постала прва француска колонија у Африци која је добила независност, али по цену престанка доласка све помоћи коју је слала Француска.
Према де Голу, вођа државе треба представљати „дух народа” самој нацији и свету: „одређена идеја о Француској” (фр. une certaine idée de la France).

## Оснивање Пете Републике (1958—1962)
На изборима у новембру 1958, де Гол и његови савезници (почетно организовани у Савез за нову републику-Демократски савез рада, па у Савез демократа за Пету Републику, а касније, као и данас, у Савез демократа за републику) су освојили удобну већину. У децембру 1958, де Гол је изабран за председника са угодних 78,5%, а заклетву је положио је у јануару 1959.
Предвидео је снажне економске методе како би ревитализовао државу, укључујући и штампање новог франка (вредног 100 старих франака). На међународној сцени, одбио је и САД и СССР, натурајући самосталнију Француску са својим властитим нуклеарним оружјем, и снажно подржавајући „Слободну Европу”, верујући да ће заједница европских држава вратити славу старих европских царстава. Као камен темељац ЕЕЗ себи је поставио француско-немачку сарадњу, направивши прву државну посету неког Француског вође Немачкој, још од Наполеона. Француска и Немачка су 1963. потписали уговор о пријатељству, знан као Јелисејски споразум. Француска је такође смањила своје резерве долара, замењујући их са златом из САД, тиме умањивши утицај САД ван Северне Америке.
Дана 23. новембар 1959, у једном говору у Стразбуру, де Гол је објавио своју визију Европе:
Да, то је Европа, од Атлантика до Урала, то је Европа, то је цела Европа, то ће одредити судбину света.
Његов израз, „Европа, од Атлантика до Урала”, је често цитиран током историје европских интеграција. То је следећих 10 година постао де Голов најдражи поклик. Његова визија је била у контрасту са атлантизмом САД, Уједињеног Краљевства и НАТО-а, те је преферирала идеју да Европа делује као трећи пол између САД и Совјетског Савеза. У својој фрази де Гол је спомињао и Урал, те је тиме импликантно нудио детант Совјетима, док је његова фраза интерпретирана и као искључивање Уједињеног Краљевства из будућности Европе.
Ставио је вето на британски улазак у ЕЕЗ 1963, јер је мислио да Британија нема политичке воље за улазак у заједницу. Многи Британци су де Голово „не” схватили као увреду, поготово због улоге коју је Уједињено Краљевство имало у ослобођењу Француске 19 година раније.
Де Гол је веровао да док је Алжирски рат војно победив, што није било међународно оправдано, и помирио се са евентуалном независношћу колоније. То је увелико наљутило Французе у Алжиру, те је де Гол био присиљен угушити два пуча који су подигли ти Французи, од којих је други (Алжирски пуч из априла 1961) претио директној инвазији саме Француске. Де Голова влада је заташкала и Париски масакр из 1961., који је наредио полицијски префект Морис Папон). Де Гол је био мета и Тајне армијске организације (OAS), терористичке организације која је неколико пута покушала извршити атентат на де Гола. Најпознатији покушај је онај од 22. августа 1962, када је Ситроен DS у ком су се возили он и његова супруга за длаку избегао кишу метака из аутомата коју је наредио Жан-Мари Бастјан Тири. Након референдума о Алжирској самоодређености 1961, де Гол је договорио престанак паљбе у Алжиру у марту 1962. помоћу Евијанских споразума, који су легитимизовани новим референдумом само месец дана касније. Алжир је постао самосталан у јуну 1962.
У септембру 1962, желео је увести уставни амандман који би омогућио да се председник бира директно од стране народа, те је издао референдум о томе, којег је подржало више од три петине гласача и поред коалиција које су се противиле председничком режиму. Након периода цензуре којег је изгласао парламент 4. октобра 1962, де Гол је распустио Националну скупштину и одржао нове изборе. Иако су левичари напредовали, голисти су победили, поред опозиције Народног републиканског покрета и Националног центра независних и сељака који су критиковали де Голов еуроскептицизам и президенцијализам. Иако је алжирско питање решено, премијер Мишел Дебре је због резултата питања дао оставку, а заменио га је Жорж Помпиду.

## Политика величине (1962—1968)
Са алжирским сукобом иза себе, де Гол је успео остварити своја два примарна циља: реформу и развој француске економије и промовисање независне спољне политике и чврстог става на међународној сцени. Тај период знан је као политика величине (фр. Politique de grandeur).

### „Тридесет изврсних година”
У контексту популацијског раста који у Француској није виђен од 18. века, влада је под водством премијера Помпидуа надгледала брзу трансформацију и експанзију француске економије. Са диригизмом — јединственом комбинацијом капитализма и економије под државном управом - влада је снажно интервенисала на подручју економије, користећи петогодишње планове као њено главно средство.
Високопрофилни пројекти, углавном али не увек финансијски успешни, су започети: проширење луке у Марсељу (која је постала 3. европска и 1. средоземна лука), промоција авио-компаније Каравела (претходнице Ербаса), одлука о почетку градње масивног франко-британског Конкорда у Тулузу, проширење француске аутомобилске индустрије са државним Реноом у средишту и изградња првих стаза за мотоцикле између Париза и осталих провинција.
Са овим пројектима, француска економија доживела је велик раст, невиђен још од 19. века. Де Гол је 1963. ставио вето на британски улазак у ЕЕЗ, први од два пута. Године 1964, први пут у 200 година, француски БДП прерастао је онај британски, а та ситуација трајала је све до 1990-их. У Француској се људи тог периода и данас присећају са носталгијом, а познат је као „Тридесет изврсних година” (фр. Trente Glorieuses).

### Четврта нуклеарна сила
Снажна економска фондација омогућила је де Голу да имплементира своју независну спољну политику. Француска је 1960. постала четврта земља која је добила нуклеарни арсенал, тестирајући своју прву атомску бомбу у алжирској пустињи (тајна клаузула Евијанских споразума из 1962. заједно са Фронтом народног ослобођења изјављује да: „Алжир одобрава… да Француска користи одређене ваздухопловне базе, терене и војне инсталације које су јој [Француској] нужне” у периоду од 5 година). Године 1968, због де Головог инсистирања, француски научници су успели детонирати прву хидрогенску бомбу без америчке помоћи. У потезу који је сматран увредом за Британце, де Гол је објавио да је француска била трећа велика независна нуклеарна сила, јер је британска нуклеарна сила уско координирана са оном америчком.
Док је политика величине сигурно био есенцијални мотив за овај развој, једна брига била је уплетеност САД у скупи Вијетнамски рат, која је могла довести до тога да САД не интервенише у Европи ако Совјетски Савез одлучи започети инвазију. Де Гол је желео основати независну војну силу. Додатни ефект био је да је француска војска, која је била скроз деморализована након пораза у Алжиру, задржана. Године 1965. Француска је лансирала свој први сателит у орбиту, поставши тако трећа земља која је то учинила, након СССР и САД.

### Кина
Де Гол је био уверен да снажна Француска може деловати као баланс између САД и Совјетског Савеза, но то уверење је сматрано мало бољим од опортунизма код његових критичара, нарочито у САД и Уједињеном Краљевству, државама које су биле савезнице Француске. У јануару 1964. де Гол службено је признао Народну Републику Кину, упркос америчком противљењу. Осам година касније, председник Ричард Никсон посетио је Кину и састао се са Мао Цедунгом и тиме почео нормализовати односе између две земље.
Никсонова прва посета ван земље након његовог избора за председника била је она Француској 1969. И он и де Гол су делили једнак невилсонијански приступ светској политици, верујући у нације и њихове релативне снаге, више него у идеологије, међународне организације и мултилатералне споразуме.

### Други круг
У децембру 1965, де Гол се вратио на место председника за још један седмогодишњи мандат, али овај пут је морао проћи и кроз други круг гласања у којем је победио Франсоа Митерана. У фебруару 1966, Француска се повукла из заједничке НАТО команде, но остала је у организацији. Де Гол је, прогањан сећањима из 1940, желео да Француска има главну реч око одлука које утичу на њу, за разлику од тридесетих година, када је морала пратити своје британске савезнике.
У септембру 1966, у познатом говору у Пном Пену, Камбоџа, де Гол је изразио незадовољство Француске због америчког уплитања у Вијетнамски рат, те је рекао да је једини начин за мир на том подручју повлачење САД из сукоба. Како је Вијетнамски рат имао своје корене у француском колонијализму југоисточне Азије, говор није учинио да се де Гол свиди Американцима, иако су они сами касније дошли до истог закључка.

### Криза у Европској заједници
Током оснивања Европске заједнице, де Гол је помогао у започињању једне од највећих криза у ЕЗ-у, „Кризе празне столице”. Криза је укључивала финансирање Заједничке аграрне политике, но пуно важније и коришћење квалификованог већинског гласања у ЕЗ-у. У јуну 1965, након што се Француска и осталих 5 чланица нису могле сложити, де Гол је повукао француске представнике из ЕЗ-а. Одсутност француских представника онемогућила је ЕЗ да доноси одлуке све до Луксембуршког компромиса који је донесен у јануару 1966.

### Шестодневни рат
Након што је у јуну 1967. по други пут уложио вето на британски улазак у ЕЕЗ, де Гол је осудио Израел због његове окупације Појаса Газе пре почетка Шестодневног рата, рекавши: „Израел организова, на територијама које је одузео, окупацију која не може функционисати без опресије, репресије и протеривања — а ако се овоме постави отпор, тај чин звати ће се ’тероризам’”. То је била велика промена у француској спољној политици. До тада, Француска је била снажан савезник, помажући Израелу да планира Суецку кампању 1956.
За време де Гола, након осамостаљења Алжира, француска спољна политика све је више вукла у корист арапских земаља, што је и данас јасан аспект француске спољне политике. Израелско водство се, изненађено оним што су они сматрали хировитим напуштањем, обратило САД за помоћ.
Но, де Гол је подржавао принцип праведног решења и за Арапе и за Јевреје на Средњем истоку у надлежности Уједињених нација. Ово је изјавио након прихваћања УН-ове резолуције 242, на прес-конференцији од 27. новембра 1967, те је то исто изнео у писму Давиду Бен Гуриону којег је послао 9. јануара 1968.

### Нигеријски грађански рат
Током Нигеријског грађанског рата 1967 — 1970, де Голова влада подржавала је Републику Бијафру да добије самосталност од Нигерије. Упркос недостатку службеног признања, де Гол је осигурао војну помоћ кроз бивше француске афричке колоније. Уједињено Краљевство се противило де Головом ставу, но он је политичку ситуацију Игбо народа у Нигерији упоредио са оном француских Квебечана у Канади.

### Живео слободан Квебек!
У јуну 1967, де Гол је посетио Канаду која је била домаћин светске изложбе Експо '67. Дана 24. јула, говорећи пред масом на балкону градске већнице у Монтреалу, де Гол је узвикнуо „Живео Квебек!” (фр. Vive le Québec!), а одмах након тога „Живео слободни Квебек!” (фр. Vive le Québec Libre!). Канадски медији су снажно критиковали ту изјаву, а премијер Канаде Лестер Б. Пирсон, који је био војник у Првом светском рату и добитник Нобелове награде за мир, је рекао: „Канађане не треба ослобађати”. Де Гол је следећи дан самовољно напустио Канаду, без одласка у Отаву, како је планирано. Говор је узроковао запрепашћење у „Енглеској Канади”, а довео је и до озбиљног прекида дипломатских односа између двају земаља. Но, Покрет за суверени Квебек је тај догађај видео као прекретницу.
У децембру 1967, држећи до солидарности континенталне Европе, де Гол је поново одбио улазак Британаца у ЕЕЗ.

### Оцена
Многи су оценили да је „политика величине” био превелик и преамбициозан потез за Француску. Та политика, је по некима, је била остварива само ради де Голове одлучности, но није могла бити дугорочно решење. Но у сваком случају, та политика се у Француској памти као дефинишућа ера модерне француске спољне политике, те и данас увелико инспирише политику.

## Мај 1968.
Де Голова влада је критикована унутар Француске, понајвише због њеног грубог стила. Док су штампани медији и избори били слободни, држава је држала монопол над телевизијом и радијем (постојале су и приватне ТВ и радио станице). У многим аспектима, друштво је било традиционалистичко и репресивно, поготово око позиције жена. Многи фактори су допринели томе да су се поједини делови друштва, нарочито студентска омладина, почели досађивати тим начином живота, што је и довело до немира маја 1968.
Огромне демонстрације и штрајкови у Француској у мају 1968. довели су у питање де Голову легитимност. На кратко је побегао у Баден-Баден и састао се са Масоом, француским заповедником у Немачкој. Према неслужбеним изборима, њих двоје су разговарали о могућој интервенцији војске против штрајкача.
На приватном састанку око захтева студената и радника за њихово директно учествовање у влади и бизнису, саставио је фразу „реформе да, маскарада не” (фр. La réforme oui, la chienlit non). Фраза се данас често користи у француској политици, коришћена и као критика и као иронија асоцирајући натраг на де Гола.
Де Гол је прихватио неке од захтева штрајкача. Поново је размишљао о референдуму, али Помпиду га је уверио да распусти парламент и одржи изборе за нови. Избори у јуну 1968. били су велик успех за голисте и њихове савезнике. Када се погледа „схема” револуције или грађанског рата, већина народа се ослонила на њега. Његова странка добила је 358 од 487 мандата. У јуну је Жоржа Помпидуа изненадно заменио Морис Кув де Мирвиј.

## Пензионисање 1969.
Шарл де Гол је са места председника одступио 28. априла 1969, након пораза његовог референдума о претварању Сената у саветничко тело, а давања већих овлашћења регионалним већима. Неки су рекли да је овај референдум било свесно политичко самоубиство које је де Гол починио након трауматизирајућег маја 1968. Као и 1946, де Гол је одбио остати на положају без подршке народа.

## Скромна смрт 1970.
Поново се повукао у место Коломбе ле Дез Еглиз, где је изненада умро 1970, две недеље пре свог 80. рођендана, док је писао своје мемоаре. Иако је до тада био јако доброг здравственог стања, упркос операцији на простати пар година раније, те ноћи је наводно, након што је погледао вести, седео у својој фотељи и одједном рекао: „Овде ме боли нешто”, показујући на свој врат, само пар секунди пре него што је пао у несвест од последица церебралног анеуризма. У року од неколико минута, преминуо је.
Де Гол је све средио како би био сахрањен у Коломбеу, те да ниједан председник и министар не дође на погреб, само његови пријатељи из времена Другог светског рата. Вође државе су се морале задовољити истовременом церемонијом у катедрали Нотр Дам. До гроба је превезен на тенку, а када су га спуштали у гроб, звона у целој Француској, са почетком у Нотр Даму, почела су звонити.
Специфично је желео да на његовој надгробној плочи пише само његово име и године рођења и смрти. Тако на њој пише Шарл де Гол, 1890—1970.
За разлику од других политичара, де Гол је умро скоро у беди и сиромаштву. Када је отишао у пензију, није прихватио пензије на које је имао право као пензионисани генерал и председник. Само је прихватио пензију на коју право имају пуковници.
Његова породица је морала продати кућу. Купила ју је једна фондација а данас је она „Музеј Шарл де Гол”.

## Приватни живот
Шарл де Гол се оженио са Ивон Вандру 7. априла 1921. Имали су троје деце, сина Филипа (рођен 1921), и кћери Елизабет (рођена 1924), која се удала за генерала Алена де Боасјеа, и Ану (1928—1948), која је имала Даунов синдром.
Један од Шарлових унука, Шарл де Гол, био је члан Европског парламента од 1994. до 2004. Још један унук, Жан де Гол, члан је Француског парламента.

## О де Голу данас
Иако контроверзан кроз своју политичку каријеру, мање међу идеолошким противницима на левој страни и прекоморским стратешким партнерима, де Гол и данас има енормно поштовање широм Француске и света, а његово председништво гледа се као повратак Француске на политичку стабилност и међународну сцену. Међу својим подржаваоцима, знан је као „праведни краљ” (фр. roi juste) — утеловљење праведног и доброг политичког вође. Де Голов нови устав за Пету Републику прекинуо је дугорочну жељу за снажном, централном, јединственом политичком позицијом, повезаном са монархијом, али заснованом на демократији.
Његови противници су нови устав видели као преиначавање старог цезаропапизма, са председником на челу који је имао скоро монархистичка овлашћења као током средњег века. Међутим, упркос критикама, систем Пете Републике (фр. une certaine idée de la France) показао се изразито успешним и стабилним, нарочито у упоређењу са системом Четврте Републике.
У Француској, и поред свих недостатака у де Головом приступу, он је председавао за време повратка на економску стабилност након иницијално неуспешног послератног наступа, задржавајући велик део друштвених контаката који су у пређашњим деценијама имали запосленици и радна снага. Повезани диригизмом из раних деценија Пете Републике и данас је остао у омерима са модерним трендом западне економске ортодоксије. Ипак су те деценије увелико побољшале животни стандард Француза.
Де Голов председнички стил владе настављен је и од стране његових наследника. Међународно, нагласак на француску независност која је увелико карактерисала де Голову владу је и данас је камен темељац француске спољне политике, заједно са побољшањем односа са бившем ривалом Немачком, што се и данас у обе земље гледа као темељ европских интеграција.